# فهرست جایزه‌ها و نامزدی‌های شکیرا
شکیرا، خواننده و ترانه‌سرای کلمبیایی است. او کار خود را در سال ۱۹۹۰ با سونی میوزیک آغاز کرد و اواسط دهه ۱۹۹۰ از محبوب‌ترین هنرپیشگان لاتین در جهان بود. شکیرا حدود ۱۴۰ میلیون ترانه در سراسر جهان و در ایالات متحده، او بیش از ۳۴ میلیون ترانه به فروش رسانده‌است. وی موفق به کسب ۴۲۰ جایزه از ۶۰۰ نامزدی خود شده، از جمله ۳ جایزه گرمی و ۱۲ جایزه گرمی لاتین. همچنین او توانسته به عنوان بهترین هنرمند زن لاتین در تمام دوران شناخته شود.
در سال ۲۰۰۲، شکیرا جایزه گرمی لاتین «بهترین موزیک ویدیو» را برای آهنگ Suerte به دست آورد. در سال ۲۰۰۳، شکیرا از یازده نامزدی خود، موفق به دریافت چهار جایزه، از جمله جایزه اکو برای بهترین هنرمند زن بین‌المللی و جایزه موسیقی ملل برای پرفروش‌ترین هنرمند زن لاتین شد.
در ۲۰۰۵، شکیرا از بیست و دو نامزدی دریافت جایزه خود شانزده جایزه، از جمله جوایز موسیقی آمریکا برای بهترین هنرمند لاتین، جایزه بهترین زن در جایزه موسیقی ام‌تی‌وی اروپا در سال ۲۰۰۵ و سه جایزه در جایزه موسیقی بیلبورد.
در سال ۲۰۰۶، شکیرا سی و دو جایزه از پنجاه نامزدی خود دریافت کرد؛ از جمله جایزه گرمی برای بهترین آلبوم راک لاتین، جوایز موسیقی آمریکا برای محبوب‌ترین هنرمند لاتین، شش جایزه بیلبورد موسیقی لاتین برای موسیقی «La Tortura»، چهار جایزه گرمی لاتین آهنگ سال برای "La Tortura"، آلبوم سال و بهترین آلبوم موسیقی پاپ برای "Fijación Oral Vol 1".
شکیرا، ششمین آلبوم استودیویی خود "she wolf" را در اکتبر ۲۰۰۹ منتشر کرد و اولین ترانه "she wolf" را به اجرا گذاشت. در سال ۲۰۰۹، شکیرا در ۵۱مین دوره جایزه بامبی برنده جایزه بهترین هنرمند بین‌المللی پاپ سال شد. در سال ۲۰۱۰، شکیرا موفق به دریافت دو جایزه موسیقی بیلبورد از پنج نامزدی خود و شش جایزه بیلبورد موسیقی لاتین از سیزده نامزدی خود و بهترین و پرفروش‌ترین هنرمند جهان آمریکای لاتین در سال ۲۰۱۰ در جایزه موسیقی ملل شد.

## جوایز آلما
جشنواره آلما یا جشنواره هنرهای رسانه ای لاتین آمریکایی مراسمی است که در آن به بهترین هنرمندان که تولید محتوای لاتین می‌کنند، جوایزی اهدا می‌شود. شکیرا از میان هفت نامزدی خود در این جشنواره، پنج بار برندهٔ جایزه شده‌است.
| سال  | نامزدی / اثر          | جایزه                   | نتیجه    |
| ---- | --------------------- | ----------------------- | -------- |
| ۲۰۰۲ | شکیرا                 | مجری زن برجسته          | برنده    |
| ۲۰۰۲ | «سرویس رختشویی»       | آلبوم سال               | برنده    |
| ۲۰۰۲ | «هرگاه، هرجا»         | آهنگ سال                | نامزدشده |
| ۲۰۰۶ | شکیرا                 | مجری زن برجسته          | برنده    |
| ۲۰۰۶ | «دلبستگی دهانی جلد ۱» | آلبوم سال               | برنده    |
| ۲۰۰۸ | شکیرا                 | جایزه بشردوستانه        | برنده    |
| ۲۰۱۱ | شکیرا                 | بهترین هنرمند زن موسیقی | نامزدشده |

## جوایز موسیقی آمریکا
جوایز موسیقی آمریکا یک مراسم جایزهٔ سالانه است که توسط دیک کلارک در سال ۱۹۷۳ راه‌اندازی شد. شکیرا از میان هشت نامزدی خود در این جشنواره، پنج بار برندهٔ جایزه شده‌است.
| سال  | نامزدی / اثر | جایزه              | نتیجه    |
| ---- | ------------ | ------------------ | -------- |
| ۲۰۰۱ | شکیرا        | هنرمند محبوب لاتین | نامزدشده |
| ۲۰۰۲ | شکیرا        | هنرمند محبوب لاتین | نامزدشده |
| ۲۰۰۳ | شکیرا        | هنرمند محبوب لاتین | نامزدشده |
| ۲۰۰۵ | شکیرا        | هنرمند محبوب لاتین | برنده    |
| ۲۰۰۶ | شکیرا        | هنرمند محبوب لاتین | برنده    |
| ۲۰۱۰ | شکیرا        | هنرمند محبوب لاتین | برنده    |
| ۲۰۱۲ | شکیرا        | هنرمند محبوب لاتین | برنده    |
| ۲۰۱۷ | شکیرا        | هنرمند محبوب لاتین | برنده    |

## جوایز بامبی
جایزه بامبی معادل آلمانی جوایز امی است که برای تقدیر از موفقیت در فیلم، تلویزیون، موسیقی، ورزش و دیگر زمینه‌ها اهدا می‌شود. شکیرا از میان دو نامزدی خود در این جشنواره، یک جایزه دریافت کرده‌است.
| سال  | نامزدی / اثر | جایزه                | نتیجه    |
| ---- | ------------ | -------------------- | -------- |
| ۲۰۰۹ | شکیرا        | هنرمند بین‌المللی پاپ | برنده    |
| ۲۰۱۰ | شکیرا        | هنرمند بین‌المللی پاپ | نامزدشده |

## جوایز BET
جایزه بت در سال ۲۰۰۱ توسط شبکه تلویزیونی بلک انترتینمنت تلویژن برای تجلیل از آمریکایی‌های آفریقایی‌تبار و سایر اقلیت‌های موسیقی، بازیگری، ورزشی و سایر زمینه‌های سرگرمی تأسیس شد. شکیرا به دلیل همکاری با خوانندهٔ آمریکایی-آفریقایی، بیانسه، برای یک جایزه نامزد شده‌است.
| سال  | نامزدی / اثر                   | جایزه            | نتیجه    |
| ---- | ------------------------------ | ---------------- | -------- |
| ۲۰۰۷ | دروغگوی زیبا (همراه با بیانسه) | موزیک ویدئوی سال | نامزدشده |

## جوایز موسیقی بیلبورد
جایزه موسیقی بیلبورد توسط مجله بیلبورد حمایت مالی می‌شود. شکیرا از میان بیست و سه بار نامزدی خود برای دریافت این جایزه، هفت بار برندهٔ جایزه شده‌است.
| سال  | نامزدی / اثر                                 | جایزه                             | نتیجه    |
| ---- | -------------------------------------------- | --------------------------------- | -------- |
| ۲۰۰۲ | شکیرا                                        | خواننده برتر پاپ - زن             | نامزدشده |
| ۲۰۰۲ | شکیرا                                        | هنرمند برتر ۲۰۰ آلبوم بیلبورد -زن | نامزدشده |
| ۲۰۰۵ | «دلبستگی دهانی جلد ۱»                        | آلبوم لاتین سال                   | برنده    |
| ۲۰۰۵ | «شکنجه»                                      | آهنگ لاتین سال                    | برنده    |
| ۲۰۰۵ | «شکنجه»                                      | هنرمند آلبوم لاتین سال            | برنده    |
| ۲۰۰۶ | «باسن دروغ نمی‌گوید»                          | تک آهنگ پاپ سال                   | نامزدشده |
| ۲۰۰۶ | «باسن دروغ نمی‌گوید»                          | ۱۰۰ آهنگ برتر پاپ                 | برنده    |
| ۲۰۰۶ | «باسن دروغ نمی‌گوید»                          | ۱۰۰ تک آهنگ داغ برتر              | نامزدشده |
| ۲۰۰۶ | شکیرا                                        | هنرمند برتر ۲۰۰ آلبوم بیلبورد -زن | نامزدشده |
| ۲۰۱۱ | «کولی (Gypsy)»                               | برتین آهنگ لاتین                  | نامزدشده |
| ۲۰۱۱ | «لوکا با همراهی کاتا»                        | برترین آهنگ لاتین                 | نامزدشده |
| ۲۰۱۱ | شکیرا                                        | شنیده‌شده‌ترین هنرمند               | نامزدشده |
| ۲۰۱۱ | شکیرا                                        | برترین هنرمند لاتین               | برنده    |
| ۲۰۱۱ | شکیرا                                        | جایزه حمایت طرفداران              | نامزدشده |
| ۲۰۱۱ | «واکا واکا (این بار برای آفریقا)»            | برترین آهنگ لاتین                 | برنده    |
| ۲۰۱۱ | «واکا واکا (این بار برای آفریقا)»            | برترین موسیقی جاری (ویدئو)        | نامزدشده |
| ۲۰۱۱ | «خورشید در می‌آید»                            | برترین آلبوم لاتین                | نامزدشده |
| ۲۰۱۲ | شکیرا                                        | برترین هنرمند لاتین               | برنده    |
| ۲۰۱۲ | شکیرا                                        | مردمی‌ترین هنرمند                  | نامزدشده |
| ۲۰۱۳ | شکیرا                                        | برترین هنرمند لاتین               | نامزدشده |
| ۲۰۱۷ | «باج‌گیری» همراه با مالوما                    | برترین آهنگ لاتین                 | نامزدشده |
| ۲۰۱۷ | «دوچرخه» (La Bicicleta) همراه با کارلوس ویوس | برترین آهنگ لاتین                 | نامزدشده |
| ۲۰۱۸ | «شخص زرین»                                   | برترین آلبوم لاتین                | نامزدشده |

## جوایز بی‌ام‌آی
شکیرا از میان ۲۱ نامزدی خود برای دریافت این جایزه، برندهٔ ۲۱ جایزه شده‌است.

### جوایز بی‌ام‌آی لاتین
| سال  | نامزدی / اثر          | جایزه                            | نتیجه |
| ---- | --------------------- | -------------------------------- | ----- |
| ۲۰۰۰ | شکیرا                 | ترانه‌سرای سال                    | برنده |
| ۲۰۰۰ | «کور، ناشنوا و بی‌صدا» | موسیقی‌ها                         | برنده |
| ۲۰۰۰ | «تو (ترانه شکیرا)»    | موسیقی‌ها                         | برنده |
| ۲۰۰۰ | «اجتناب‌ناپذیر»        | موسیقی‌ها                         | برنده |
| ۲۰۰۱ | «باور نمی‌کنم»         | موسیقی‌ها                         | برنده |
| ۲۰۰۲ | «چشمان تو»            | موسیقی‌ها                         | برنده |
| ۲۰۰۳ | «Suerte»              | موسیقی‌ها                         | برنده |
| ۲۰۰۳ | «اعتراض (تانگو)»      | موسیقی‌ها                         | برنده |
| ۲۰۰۴ | «میشه بمونی؟»         | موسیقی‌ها                         | برنده |
| ۲۰۰۶ | «باسن دروغ نمی‌گوید»   | جایزه شهری BMI - بیلبورد شماره ۱ | برنده |
| ۲۰۰۷ | «شکنجه»               | آهنگ زنگ لاتین سال               | برنده |
| ۲۰۰۷ | «شکنجه»               | آهنگ سال                         | برنده |
| ۲۰۰۷ | «شکنجه»               | موسیقی‌ها                         | برنده |
| ۲۰۰۷ | «نه»                  | موسیقی‌ها                         | برنده |
| ۲۰۱۰ | «افرادی با بینش»      | موسیقی‌ها                         | برنده |
| ۲۰۱۱ | «گرگ ماده»            | موسیقی‌ها                         | برنده |
| ۲۰۱۱ | «دوباره انجامش دادم»  | موسیقی‌ها                         | برنده |
| ۲۰۱۴ | «معتاد به تو»         | موسیقی‌ها                         | برنده |
| ۲۰۱۸ | «باج‌گیری»             | موسیقی‌ها                         | برنده |
| ۲۰۱۸ | «دوچرخه»              | موسیقی‌ها                         | برنده |

### جوایز BMI پاپ
| سال  | نامزدی / اثر        | جایزه    | نتیجه |
| ---- | ------------------- | -------- | ----- |
| ۲۰۰۳ | «هرگاه، هرجا»       | موسیقی‌ها | برنده |
| ۲۰۰۳ | «در زیر تن‌پوشت»     | موسیقی‌ها | برنده |
| ۲۰۰۷ | «باسن دروغ نمی‌گوید» | موسیقی‌ها | برنده |

## جایزه Brit
جایزه بریت (به انگلیسی: The Brit Awards) که بیشتر با نام کوتاه شده بریتز شناخته می‌شود جایزه سالانه موسیقی پاپیولار است که از طرف اتحادیه موسیقی بریتانیا داده می‌شود. نام این جایزه در واقع کوتاه شده واژه «بریتیش» یا «بریتانیا» است. شکیرا دو بار نامزد برنده شدن این جایزه شده.
| سال  | نامزدی / اثر | جایزه                   | نتیجه    |
| ---- | ------------ | ----------------------- | -------- |
| ۲۰۰۳ | شکیرا        | هنرمند موفقیت بین‌المللی | نامزدشده |
| ۲۰۱۰ | شکیرا        | هنرمند زن بین‌المللی     | نامزدشده |

## جایزه کریستال
جایزه کریستال (به انگلیسی: Crystal Award) توسط مجمع جهانی اقتصاد تشکیل شده و هرساله در داووس، سوئیس برگزار می‌شود. شکیرا این جایزه را بخاطر فعالیتهای بشر دوستانه خود در بنیاد برفوت (Barefoot Foundation) دریافت کرده که برای کودکان تنگدست در کلمبیا (که زادگاه شکیرا است) و دیگر نقاط جهان، امکانات تحصیلی فراهم می‌کند.
| سال  | نامزدی / اثر | جایزه               | نتیجه |
| ---- | ------------ | ------------------- | ----- |
| ۲۰۱۷ | شکیرا        | برنده جایزه کریستال | برنده |

## جایزه Echo
اکو (جشنواره موسیقی)|جایزه اکو یک جایزه موسیقی آلمانی است که هر سال توسط Deutsche Phono-Akademie (انجمن شرکت‌های ضبط موسیقی) اعطا می‌شود. برندگان هر سال با میزان فروش سال قبلشان تعیین می‌شود. شکیرا از ۹ نامزدی خود برنده یک جایزه شده.
| سال  | نامزدی / اثر                      | جایزه                      | نتیجه    |
| ---- | --------------------------------- | -------------------------- | -------- |
| ۲۰۰۳ | شکیرا                             | بهترین هنرمند زن بین‌المللی | برنده    |
| ۲۰۰۳ | شکیرا                             | بهترین تازه‌وارد بین‌المللی  | نامزدشده |
| ۲۰۰۳ | «هرگاه، هرجا»                     | بهترین تک آهنگ بین‌المللی   | نامزدشده |
| ۲۰۰۶ | شکیرا                             | بهترین هنرمند زن بین‌المللی | نامزدشده |
| ۲۰۰۷ | شکیرا                             | بهترین هنرمند زن بین‌المللی | نامزدشده |
| ۲۰۰۷ | «باسن دروغ نمی‌گوید»               | بهترین تک آهنگ بین‌المللی   | نامزدشده |
| ۲۰۱۱ | شکیرا                             | بهترین هنرمند زن بین‌المللی | نامزدشده |
| ۲۰۱۱ | «واکا واکا (این بار برای آفریقا)» | آهنگ سال                   | نامزدشده |
| ۲۰۱۵ | شکیرا                             | بهترین هنرمند زن بین‌المللی | نامزدشده |

## جایزه فونوگرام
جوایز فونوگرام (به انگلیسی: Fonogram Awards)، از جوایز موسیقی ملی مجارستان است که از سال ۱۹۹۲ تا کنون، هر سال برگزار می‌شود. شکیرا تاکنون دوبار نامزد دریافت این جایزه شده.

| سال  | نامزدی / اثر                    | جایزه                          | نتیجه    |
| ---- | ------------------------------- | ------------------------------ | -------- |
| ۲۰۰۳ | سرویس خشک‌شویی                   | آلبوم بین‌المللی مدرن پاپ / راک | نامزدشده |
| ۲۰۱۱ | خورشید طلوع می‌کند (Sale El Sol) | آلبوم بین‌المللی مدرن پاپ / راک | نامزدشده |

## بزرگ‌ترین رهبر جهان فرچون
مقام بزرگ‌ترین رهبر جهان فرچون (به انگلیسی: Fortune World's Greatest Leader) توسط مجله فرچون بنیان‌گذاری شده. این جایزه در تمام عرصه‌ها همچون تجارت، دولت، انسان دوستی، هنر و .. به افراد الهام بخش سراسر جهان اهدا می‌شود. شکیرا یک بار در سال ۲۰۱۷ برای مقام انتخاب شده.

| سال  | نامزدی / اثر | جایزه             | نتیجه |
| ---- | ------------ | ----------------- | ----- |
| ۲۰۱۷ | خودش         | ۵۰ رهبر برتر جهان | ۲۷ام  |

## جایزه گلدن گلوب
جایزه گلدن گلوب (به انگلیسی: Golden Globe) (به معنای گوی زرین) نام مجموعه جوایزی است که هرساله در ایالات متحده آمریکا توسط ۹۳ عضو انجمن مطبوعات خارجی هالیوود به بهترین تولیدات سینمایی و تلویزیونی، هم داخلی و هم خارجی اهدا می‌گردد. این جایزه نخستین بار در سال ۱۹۴۴ به فیلم‌های تولیدی و محصولات تلویزیونی تعلق گرفت. مهم‌ترین جایزه آکادمی با نام «بهترین فیلم» یکی از مهم‌ترین رقابت‌های فیلم‌سازان محسوب می‌شود. شکیرا اولین کلمبیایی است که نامزد دریافت یک گلدن گلوب شد.

| سال  | نامزدی / اثر | جایزه              | نتیجه    |
| ---- | ------------ | ------------------ | -------- |
| ۲۰۰۷ | «وداع»       | بهترین موسیقی اصیل | نامزدشده |

## جایزه گرمی
جایزهٔ گرمی (به انگلیسی: Grammy Awards) (در اصل: جایزهٔ گرامافون) یا گرمی نام جایزه‌ای افتخاری است توسط آکادمی ملی علوم و هنرهای ضبط، که برای تشخیص دستاوردهای برجسته‌ای که به‌طور عمده در صنعت موسیقی زبان انگلیسی رخ داده اهدا می‌شود. شکیرا تاکنون موفق به برنده شدن ۳ جایزه از ۶ نامزدی خود است.

| سال  | نامزدی / اثر                              | جایزه                            | نتیجه    |
| ---- | ----------------------------------------- | -------------------------------- | -------- |
| ۱۹۹۹ | دزدان کجایند؟                             | بهترین اجرا راک/آلترنیتیو لاتین  | نامزدشده |
| ۲۰۰۱ | MTV Unplugged                             | بهترین آلبوم پاپ لاتین           | برنده    |
| ۲۰۰۶ | دلبستگی دهانی جلد ۱                       | بهترین آلبوم راک/آلترنیتیو لاتین | برنده    |
| ۲۰۰۷ | «باسن دروغ نمی‌گوید» (همراه با وایکلف ژان) | بهترین آهنگ پاپ                  | نامزدشده |
| ۲۰۰۸ | «دروغگوی زیبا» (همراه با بیانسه)          | بهترین آهنگ پاپ                  | نامزدشده |
| ۲۰۱۸ | شخص زرین                                  | بهترین آلبوم پاپ لاتین           | برنده    |

## رکوردهای جهانی گینس
| سال  | اثر                               | جایزه | نتیجه | منبع   |
| ---- | --------------------------------- | --- | ----- | ------ |
| ۲۰۰۵ | دلبستگی دهانی جلد ۱               | پرفروش‌ترین آلبوم اسپانیایی در ایالات متحده در اولین هفته (۱۵۷٬۰۰۰ نسخه)                                                               | برنده | [ ۶۰ ] |
| ۲۰۰۵ | شکنجه                             | پرفروش‌ترین تک آهنگ اسپانیایی در تمام دوران                                                                                            | برنده | [ ۶۰ ] |
| ۲۰۱۰ | واکا واکا (این بار نوبت آفریقاست) | اولین موزیک ویدیو سه بعدی منتشر شده توسط سونی میوزیک                                                                                  | برنده | [ ۶۱ ] |
| ۲۰۱۵ | شکیرا                             | اولین نفر در جهان که ۱۰۰ میلیون لایک در فیس بوک دریافت کرده‌است بیشترین لایک برای یک نوازنده در فیس بوک بیشترین زن لایک شده در فیس بوک | برنده | [ ۶۲ ] |
| ۲۰۱۷ | شکیرا                             | بیشتر درگیری‌های فیس بوک برای یک نوازنده سولو زن                                                                                       | برنده | [ ۶۲ ] |
| ۲۰۱۸ | شکیرا                             | برنده بیشترین جایزه لاتین گرمی زن در تاریخ                                                                                            | برنده | [ ۶۳ ] |

## هنرمند سال در بنیاد هاروارد
بنیاد هاروارد (به انگلیسی: Harvard Foundation) بنیاد هاروارد، مرکز هنرهای بین فرهنگی و علوم هاروارد، هر ساله از هنرمندان، دانشمندان و رهبران معتبر جهان تجلیل می‌کند. شکیرا در سال ۲۰۱۱ به عنوان هنرمند سال برگزیده شده‌است.

| سال  | نامزدی / اثر | جایزه      | نتیجه |
| ---- | ------------ | ---------- | ----- |
| ۲۰۱۱ | شکیرا        | هنرمند سال | برنده |

## جشنواره موسیقی لاتین هیت
جشنواره موسیقی لاتین هیت (به انگلیسی: The Heat Latin Music Awards) جوایزی است که در سال ۲۰۱۵ توسط شبکه موسیقی الگو:HTV (آمریکا لاتین) افتتاح شد.

| سال  | نامزدی / اثر | جایزه            | نتیجه |
| ---- | ------------ | ---------------- | ----- |
| ۲۰۱۵ | شکیرا        | برترین هنرمند زن | برنده |

## پیاده‌روی مشاهیر هالیوود
پیاده‌رو مشاهیر هالیوود (به انگلیسی: Hollywood Walk of Fame)، پیاده‌روی بین بلوار هالیوود و خیابان وین در هالیوود، «کالیفرنیا»، ایالات متحده آمریکا است. در این پیاده‌رو بیش از ۲٫۶۰۰ ستاره برای بازیگران، کارگردانان، موسیقی‌دانان، تهیه‌کنندگان، گروه‌های تئاتری و شخصیت‌های تخیلی نصب شده‌است.
| سال  | نامزد | جایزه                                         | نتیجه | منبع   |
| ---- | ----- | --------------------------------------------- | ----- | ------ |
| ۲۰۱۱ | شکیرا | ستاره در پیاده‌روی مشاهیر هالیوود (بخش موسیقی) | برنده | [ ۶۶ ] |

## جشنواره موسیقی iHeartRadio
| سال  | نامزدی / اثر | جایزه                      | نتیجه    |
| ---- | ------------ | -------------------------- | -------- |
| ۲۰۱۸ | شکیرا        | برترین هنرمند موسیقی لاتین | نامزدشده |
| ۲۰۱۸ | شخص زرین     | آلبوم لاتین سال            | برنده    |
| ۲۰۱۹ | Clandestino  | موسیقی لاتین سال           | نامزدشده |

## جشنواره بین‌المللی موسیقی و رقص
جشنواره سالانه بین‌المللی موسیقی و رقص در سال ۱۹۸۵ افتتاح شد و بخشی از کنفرانس موسیقی زمستانیاست. شکیرا برنده دو جایزه از ۹ نامزدی خود شده‌است.
| سال  | نامزدی / اثر                       | جایزه               | نتیجه    |
| ---- | ---------------------------------- | ------------------- | -------- |
| ۲۰۰۳ | «اعتراض (تانگو)»                   | بهترین موسیقی لاتین | نامزدشده |
| ۲۰۰۶ | "La tortura"                       | بهترین موسیقی لاتین | برنده    |
| ۲۰۰۷ | "Hips Don't Lie"                   | بهترین موسیقی لاتین | برنده    |
| ۲۰۱۰ | "She Wolf"                         | بهترین موسیقی لاتین | نامزدشده |
| ۲۰۱۱ | «لوکا»                             | بهترین موسیقی لاتین | نامزدشده |
| ۲۰۱۱ | "Waka Waka (This Time for Africa)" | بهترین موسیقی لاتین | نامزدشده |
| ۲۰۱۲ | " Rabiosa"                         | بهترین موسیقی لاتین | نامزدشده |
| ۲۰۱۳ | " Addicted to You"                 | بهترین موسیقی لاتین | نامزدشده |
| ۲۰۱۵ | " جرئت (لا لا لا)»                 | بهترین موسیقی لاتین | نامزدشده |

## جایزه جونو
جایزه جونو (به انگلیسی: Juno Awards) پر اعتبارترین جایزه موسیقی در کانادا است که سالی یک بار اعطا می‌شود و در ضمن آن اعضای جدید تالار مشاهیر موسیقی کانادا نیز معرفی می‌شوند. شکیرا تاکنون یک بار نامزد دریافت این جایزه شده‌است.

| سال  | نامزدی / اثر      | جایزه               | نتیجه    |
| ---- | ----------------- | ------------------- | -------- |
| ۲۰۰۳ | "Laundry Service" | آلبوم بین‌المللی سال | نامزدشده |

## جوایز موسیقی آمریکای لاتین
جوایز موسیقی آمریکای لاتین یک جشنواره موسیقی سالانه است که از سال ۲۰۱۵ شروع شد. این جشنواره همتای اسپانیایی زبان جوایز موسیقی آمریکا است. شکیرا تاکنون برنده ۲ جایزه از ۱۶ نامزدی خود در این جشنواره شده‌است.
| سال  | نامزدی / اثر                    | جایزه                           | نتیجه    |
| ---- | ------------------------------- | ------------------------------- | -------- |
| ۲۰۱۵ | Mi Verdad ft. Maná              | برگزیده آهنگ چند نفره           | نامزدشده |
| ۲۰۱۵ | Mi Verdad ft. Maná              | آهنگ برگزیده پاپ/راک            | نامزدشده |
| ۲۰۱۶ | شکیرا                           | آهنگ برگزیده پاپ/راک خواننده زن | نامزدشده |
| ۲۰۱۷ | شکیرا                           | هنرمند سال                      | نامزدشده |
| ۲۰۱۷ | شکیرا                           | خواننده برگزیده زن پاپ/راک      | نامزدشده |
| ۲۰۱۷ | Chantaje ft. Maluma             | آهنگ برگزیده پاپ/راک            | نامزدشده |
| ۲۰۱۷ | Chantaje ft. Maluma             | برگزیده خوانندگان چند نفری      | نامزدشده |
| ۲۰۱۷ | Chantaje ft. Maluma             | آهنگ سال                        | نامزدشده |
| ۲۰۱۷ | Deja Vu ft. Prince Royce        | آهنگ سال                        | برنده    |
| ۲۰۱۷ | Deja Vu ft. Prince Royce        | آهنگ برگزیده لاتین              | برنده    |
| ۲۰۱۷ | El Dorado                       | برترین آلبوم سال                | نامزدشده |
| ۲۰۱۷ | El Dorado                       | آهنگ برگزیده پاپ/راک            | نامزدشده |
| ۲۰۱۸ | شکیرا                           | خواننده سال                     | نامزدشده |
| ۲۰۱۸ | شکیرا                           | خواننده برگزیده زن              | نامزدشده |
| ۲۰۱۸ | شکیرا                           | خواننده زن پاپ                  | نامزدشده |
| ۲۰۱۸ | Perro Fiel (همراه با Nicky Jam) | آهنگ برگزیده پاپ                | نامزدشده |